# Cressy-Omencourt
Cressy-Omencourt è un comune francese di 108 abitanti situato nel dipartimento della Somme nella regione dell'Alta Francia.

## Società

### Evoluzione demografica
Abitanti censiti